# Álvaro Figueiredo
Álvaro Figueiredo (1966 - Julho de 2019) foi um arqueólogo português, que se destacou no campo da Bioarqueologia.

## Biografia
Em Londres, frequentou o Instituto de Arqueologia do Colégio Universitário de Londres, onde se especializou em Arqueologia do Próximo e Médio Oriente Antigo, e a Escola de Estudos Orientais e Africanos, onde aprendeu o idioma árabe.
Como arqueólogo, fez parte de várias campanhas no Médio Oriente e no Egipto, tendo ganho relevo pelos seus estudos nas necrópoles do sítio de Hierakonpolis no Alto Egipto, no oásis de Azraq, e no sítio romano e bizantino de Qasr Burqu, na Jordânia. Em Portugal trabalhou como bioarqueólogo na empresa Era Arqueologia, e colaborou com o Museu Nacional de Arqueologia, onde participava nas viagens organizadas pelo Grupo de Amigos do Museu a diversos pontos do Médio Oriente, Ásia Central, Índia e África Oriental. Também foi como parte da equipa do museu que integrou o Lisbon Mummy Project, um programa de estudo de três múmias egípcias através de técnicas de radiologia, durante o qual foram feitas importantes descobertas sobre o quotidiano e os rituais funerários daquela civilização. Foi o autor de dois artigos no periódico O Arqueólogo Português, publicado pelo Museu Nacional de Arqueologia: A Trepanned Cranium from Tróia (Grândola, Setúbal), and the Practice of Trepanation in the Roman World, de 2002, e The cartonnage mummy-case of Irtieru (Egyptian Collection, Museu Nacional de Arqueologia): a reassessment. Escreveu igualmente o artigo The Lisbon Mummy Project: The employment of non-destructive methods in mummy studies sobre o programa de estudo das múmias egípcias.
Exerceu igualmente como professor convidado em diversas organizações culturais e científicas em Portugal, nos Estados Unidos da América e no Reino Unido, tendo colaborado principalmente em temáticas ligadas à egiptologia, à civilização romana no Mediterrâneo Oriental e na Península Ibérica, à história recente da região árabe, e às origens e expansão da religião islâmica. Foi o autor dos textos na exposição de fotografia Jordânia, que reuniu várias imagens captadas por Pedro Barros naquele país asiático, e que foi organizada em 2014 no Convento de São José, em Lagoa, e em 2016 no Castelo de Silves.
Em 2015 foi um dos arqueólogos que participaram como guia no programa Viagens com Arte e História da agência de viagens Pinto Lopes, durante o qual foram organizadas várias viagens a locais no estrangeiro de grande importância histórica e cultural, que no caso de Álvaro Figueiredo tiveram como destino o Sudão e a Argélia.
Faleceu em 2019. Posteriormente, o Museu Nacional de Arqueologia organizou uma sessão de homenagem a Álvaro Figueiredo no Padrão dos Descobrimentos, cerimónia que incluiu a apresentação de um livro com textos inéditos de sua autoria, e a exibição do Documentário A Cripta, realizado por Miguel Lago.